# Olivia Colman
Olivia Colman, pseudonimo di Sarah Caroline Colman (Norwich, 30 gennaio 1974), è un'attrice britannica.
Considerata una delle migliori attrici contemporanee, ha ricevuto il plauso della critica per la sua interpretazione della regina Anna nel film biografico La favorita, grazie a cui si è aggiudicata il Premio Oscar per la miglior attrice, la Coppa Volpi per la migliore interpretazione femminile al Festival di Venezia, due Critics Choice Awards, il Golden Globe per la migliore attrice in un film commedia o musicale e il BAFTA alla migliore attrice protagonista. Nel 2021 ha ricevuto la sua seconda candidatura all'Oscar per la migliore attrice non protagonista per la sua interpretazione nel film The Father - Nulla è come sembra, mentre nel 2022 viene nuovamente candidata all'Oscar alla miglior attrice per La figlia oscura.
Molto attiva in campo televisivo, Colman è vincitrice di tre BAFTA Television Awards, di cui uno per la serie televisiva Broadchurch (2013-2017), di uno Screen Actors Guild Award e di due Golden Globe ottenuti rispettivamente per i suoi ruoli nella miniserie The Night Manager (2016) e nella serie Netflix The Crown (2019-2020), per cui ha vestito i panni della regina Elisabetta II nella terza e quarta stagione; quest'ultimo ruolo le ha anche garantito la vittoria del Premio Emmy nel 2021.

## Biografia
Sarah Caroline Colman è nata a Norwich, nel Norfolk, figlia di un'infermiera e di un geometra. Ha studiato presso la Norwich High School for Girls a Norwich e alla Gresham's School a Holt. Nel corso degli anni diventa nota in patria per le sue numerose apparizioni in popolari produzioni televisive tra cui Peep Show, Green Wing, Twenty Twelve, Rev. e Mr. Sloane. Ottiene riconoscimenti a livello internazionale per la sua interpretazione nel film drammatico Tirannosauro, per cui vince un British Independent Film Awards e il Premio Speciale della Giuria al Sundance Film Festival. Nel 2011 interpreta Carol Thatcher, figlia di Margaret Thatcher, nell'acclamato film biografico The Iron Lady. L'anno successivo è nel cast di A Royal Weekend di Roger Michell, mentre nel 2014 ha vinto un British Academy Television Awards per la sua interpretazione nella serie televisiva Broadchurch.
Nel 2016 ha vinto il primo Golden Globe per la miniserie televisiva The Night Manager, mentre nel 2018 ha ricevuto il plauso della critica per la sua interpretazione della regina Anna nel film biografico La favorita, per la quale si è aggiudicata il suo secondo Golden Globe nella sezione migliore attrice in un film commedia o musicale, la Coppa Volpi per la migliore interpretazione femminile al Festival di Venezia, il Premio BAFTA come miglior attrice protagonista e il Premio Oscar alla miglior attrice protagonista; per il medesimo film è stata inoltre candidata allo Screen Actors Guild Award. Dal 2019 veste i panni della regina Elisabetta II nella terza e quarta stagione della serie Netflix The Crown. Grazie a questo ruolo si aggiudica il terzo Golden Globe, questa volta come miglior attrice in una serie drammatica, e il primo Premio Emmy, oltre ad essere nuovamente candidata allo Screen Actors Guild Award nella medesima categoria. Nell'aprile del 2021 viene annunciata nel cast della serie Marvel Secret Invasion, nel ruolo di Sonya Falsworth. Dal 2022 interpretata Sarah Nelson nella serie Netflix Heartstopper.

### Vita privata
Olivia Colman è sposata con Ed Sinclair e ha tre figli, due maschi e una femmina.

## Filmografia

### Cinema
- Zemanovaload, regia di Jayson Rothwell (2005)
- Confetti, regia di Debbie Isitt (2006)
- Hot Fuzz, regia di Edgar Wright (2007)
- 2 Young 4 Me - Un fidanzato per mamma (I Could Never Be Your Woman), regia di Amy Heckerling (2007)
- Grow Your Own, regia di Richard Laxton (2007)
- Tirannosauro (Tyrannosaur), regia di Paddy Considine (2011)
- The Iron Lady, regia di Phyllida Lloyd (2011)
- A Royal Weekend (Hyde Park on Hudson), regia di Roger Michell (2012)
- A prova di matrimonio (I Give It a Year), regia di Dan Mazer (2013)
- Cuban Fury, regia di James Griffiths (2014)
- Pudsey - Un ciclone a 4 zampe (Pudsey The Dog: The Movie), regia di Nick Moore (2014)
- The Lobster, regia di Yorgos Lanthimos (2015)
- London Road, regia di Rufus Norris (2015)
- Assassinio sull'Orient Express (Murder on the Orient Express), regia di Kenneth Branagh (2017)
- La favorita (The Favourite), regia di Yorgos Lanthimos (2018)
- Unexpected Item, regia di Stephen Gallacher (2018) - solo voce
- La prova del serpente (Them That Follow), regia di Britt Poulton e Dan Madison Savage (2019)
- The Father - Nulla è come sembra, regia di Florian Zeller (2020)
- Secret Love (Mothering Sunday), regia di Eva Husson (2021)
- La figlia oscura (The Lost Daughter), regia di Maggie Gyllenhaal (2021)
- Joyride, regia di Emer Reynolds (2022)
- Empire of Light, regia di Sam Mendes (2022)
- Wonka, regia di Paul King (2023)
- Cattiverie a domicilio (Wicked Little Letters), regia di Thea Sharrock (2024)
- Paddington in Perù (Paddington in Peru), regia di Dougal Wilson (2024)
- I Roses (The Roses), regia di Jay Roach (2025)
- Jimpa - La casa degli affetti (Jimpa), regia di Sophie Hyde (2025)

### Televisione
- Bruiser – serie TV, 6 episodi (2000)
- The Mitchell and Webb Situation – serie TV, 5 episodi (2001)
- Holby City – serie TV, 1 episodio (2002)
- The Office – serie TV, 1 episodio (2002)
- Peep Show – serie TV, 54 episodi (2003-2015)
- Black Books – serie TV, 1 episodio (2004)
- Look Around You – serie TV, 6 episodi (2005)
- Ti presento i Robinson (The Robinsons) – serie TV, 1 episodio (2005)
- Kate & Emma – Indagini per due (Murder in Suburbia) – serie TV, 1 episodio (2005)
- Green Wing – serie TV, 18 episodi (2004-2006)
- The Time of Your Life – serie TV, 6 episodi (2007)
- That Mitchell and Webb Look – serie TV, 13 episodi (2006-2008)
- Skins – serie TV, 1 episodio (2009)
- L'ispettore Barnaby (Midsomer Murders) – serie TV, episodio 12x05 (2009)
- Beautiful People – serie TV, 12 episodi (2008-2009)
- Doctor Who – serie TV, 1 episodio (2010)
- Exile – miniserie TV, 3 puntate (2011)
- Twenty Twelve – serie TV, 10 episodi (2012)
- Rev. – serie TV, 19 episodi (2010-2014)
- Mr. Sloane – serie TV, 6 episodi (2014)
- The 7.39, regia di John Alexander – miniserie TV (2014)
- The Night Manager – miniserie TV, 6 puntate (2016)
- Fleabag – serie TV, 9 episodi (2016-2019)
- Broadchurch – serie TV, 24 episodi (2013-2017)
- I miserabili (Les Misérables) – miniserie TV, 4 puntate (2018-2019)
- The Crown – serie TV, 21 episodi (2019-2023)
- Landscapers - Un crimine quasi perfetto (Landscapers) – miniserie TV, 4 puntate (2021)
- Heartstopper – serie TV (2022-in corso)
- Grandi speranze (Great Expectations) – miniserie TV, 6 puntate (2023)
- Secret Invasion – miniserie TV (2023)
- The Bear – serie TV, episodi 2x07, 3x01 e 3x10 (2023-2024)

## Teatro
- Lungo viaggio verso la notte di Eugene O'Neill, regia di Robin Phillips. Lyric Theatre di Londra (2000)
- England People Very Nice di Richard Bean, regia di Nicholas Hytner. National Theatre di Londra (2009)
- Hay Fever di Noël Coward, regia di Howard Davies. Noel Coward Theatre di Londra (2012)
- Mosquitos di Lucy Kirkwood, regia di Rufus Norris. National Theatre di Londra (2017)

## Doppiaggio
- Locke, regia di Steven Knight (2013)
- La collina dei conigli (Watership Down), regia di Noam Murro - miniserie animata (2018)[5]
- I Simpson (The Simpsons) - serie animata, 1 episodio (2020)
- I Mitchell contro le macchine (The Mitchells vs the Machines), regia di Mike Rianda e Jeff Rowe (2021)
- Il visionario mondo di Louis Wain (The Electrical Life of Louis Wain), regia di Will Sharpe (2021)
- Ron - Un amico fuori programma (Ron's Gone Wrong), regia di Sarah Smith e Jean-Philippe Vine (2021)
- Il gatto con gli stivali 2 - L'ultimo desiderio (Puss in Boots: The Last Wish), regia di Joel Crawford (2022)
- Scrooge - Canto di Natale (Scrooge: A Christmas Carol), regia di Stephen Donnelly (2022)

## Riconoscimenti
- Premio Oscar
  - 2019 – Migliore attrice per La favorita
  - 2021 – Candidatura alla migliore attrice non protagonista per The Father - Nulla è come sembra
  - 2022 – Candidatura alla migliore attrice per La figlia oscura[6]

- Golden Globe
  - 2017 – Migliore attrice non protagonista in una serie per The Night Manager
  - 2019 – Migliore attrice in un film commedia o musicale per La favorita
  - 2020 – Migliore attrice in una serie drammatica per The Crown
  - 2021 – Candidatura alla miglior attrice in una serie drammatica per The Crown
  - 2021 – Candidatura alla migliore attrice non protagonista per The Father - Nulla è come sembra
  - 2022 – Candidatura alla migliore attrice in un film drammatico per La figlia oscura
  - 2023 – Candidatura alla migliore attrice in un film drammatico per Empire of Light

- BAFTA
  - 2012 - Candidatura alla migliore attrice di commedia televisiva per Twenty Twelve
  - 2013 – Migliore attrice di commedia televisiva per Twenty Twelve
  - 2013 – Miglior attrice non protagonista per Accused
  - 2014 – Migliore attrice protagonista per Broadchurch
  - 2015 – Candidatura alla migliore attrice di commedia televisiva per Rev.
  - 2017 – Candidatura alla migliore attrice di commedia televisiva per Fleabag
  - 2019 – Migliore attrice per La favorita

- Mostra del cinema di Venezia
  - 2018 – Coppa Volpi per la miglior interpretazione femminile per La favorita

- Premio Emmy
  - 2016 – Candidatura alla migliore attrice non protagonista in una miniserie o film TV per The Night Manager
  - 2019 – Candidatura alla migliore attrice non protagonista in una serie commedia per Fleabag
  - 2020 – Candidatura alla migliore attrice in una serie drammatica per The Crown
  - 2021 – Migliore attrice in una serie drammatica per The Crown
  - 2024 – Candidatura alla migliore attrice guest star in una serie commedia per The Bear
  - 2025 – Candidatura alla migliore attrice guest star in una serie commedia per The Bear

- San Diego Film Critics Society Awards
  - 2022 – Candidatura alla migliore attrice per La figlia oscura

- San Francisco Bay Area Film Critics Circle
  - 2021 – Candidatura alla migliore attrice non protagonista per The Ftaher – Nulla è come sembra
  - 2022 – Migliore attrice per La figlia oscura

- Screen Actors Guild Award
  - 2019 – Candidatura alla migliore attrice per La favorita
  - 2020 – Miglior cast in una serie drammatica per The Crown
  - 2020 – Candidatura al miglior cast in una serie commedia per Fleabag
  - 2020 – Candidatura alla migliore attrice in una serie drammatica per The Crown
  - 2021 – Miglior cast in una serie drammatica per The Crown
  - 2021 – Candidatura alla migliore attrice non protagonista per The Father – Nulla è come sembra
  - 2021 – Candidatura alla migliore attrice in una serie drammatica per The Crown
  - 2022 – Candidatura alla migliore attrice protagonista per La figlia oscura[7]

- Detroit Film Critics Society Awards
  - 2018 – Candidatura alla migliore attrice per La Favorita
  - 2021 – Candidatura alla migliore attrice non protagonista per The Father – Nulla è come sembra

- Houston Film Critics Society Awards
  - 2019 – Candidatura alla migliore attrice per La favorita
  - 2021 – Candidatura alla migliore attrice non protagonista per The Father – Nulla è come sembra
  - 2022 – Candidatura alla migliore attrice per La figlia oscura

## Doppiatrici italiane
Nelle versioni in italiano delle opere in cui ha recitato, Olivia Colman è stata doppiata da:
- Francesca Fiorentini in The Iron Lady, A Royal Weekend, Broadchurch, Landscapers - Un crimine quasi perfetto, Empire of Light, Grandi speranze, Secret Invasion, I Roses
- Ida Sansone ne La favorita, The Father - Nulla è come sembra, Secret Love, La figlia oscura, The Bear, Cattiverie a domicilio
- Daniela Trapelli in The Crown, La prova del serpente, Heartstopper (st. 1)
- Laura Romano in The Lobster, The Night Manager
- Sabrina Duranti in Confetti
- Franca D'Amato in Hot Fuzz
- Lucia Valenti in Tirannosauro
- Cinzia De Carolis in A prova di matrimonio
- Ilaria Giorgino in Cuban Fury
- Lucia Vasini in Pudsey - Un ciclone a 4 zampe
- Alessandra Korompay in The 7.39
- Daniela Abbruzzese in Fleabag
- Alessandra Felletti in The Crown (ep. 6x10)
- Marit Nissen in Assassinio sull'Orient Express
- Anna Cesareni ne I miserabili
- Francesca Bielli in Heartstopper (st. 2)
- Tiziana Avarista in Wonka
- Giò Giò Rapattoni in Paddington in Perù

Da doppiatrice è sostituita da:
- Francesca Fiorentini in La collina dei conigli, Il visionario mondo di Louis Wain
- Giò Giò Rapattoni ne I Mitchell contro le macchine, Il gatto con gli stivali 2 - L'ultimo desiderio
- Claudia Catani ne I Simpson
- Selvaggia Quattrini in Locke
- Stefanella Marrama in Ron - Un amico fuori programma
- Laura Romano in Scrooge - Canto di Natale